# Hitachi
Hitachi, Ltd. (en japonés: 株式会社日立製作所, transliteración: Kabushiki-gaisha Hitachi Seisakusho, Hitachi Manufacturing Plant Stock Company) es un conglomerado de empresas con sede en Chiyoda, Tokio, Japón. La compañía fue fundada a inicios del siglo XX en Hitachi, situada en la Prefectura de Ibaraki, como una tienda de reparación de equipos eléctricos. Hitachi produce una gran variedad de electrónica de consumo y proporciona productos para otras fábricas, como por ejemplo circuitos integrados y otros semiconductores.

## Historia
Hitachi fue fundada en el 3 de enero de 1910 por el ingeniero electricista Namihei Odaira en la prefectura de Ibaraki. Su primer producto fue un motor eléctrico de 5 HP.
En sus inicios, Hitachi estuvo relacionada con la compañía minera Fusanosuke Kuhara. En 1918, Odaira cambió la sede de la compañía a Tokio, ampliando la actividad de la empresa a otros frentes, incluida la construcción ferroviaria.
Las fábricas de Hitachi fueron bombardeadas durante la Segunda Guerra Mundial por los aliados. Al final de la guerra, Odaira fue depuesto de su cargo. Solo después de tres años de reuniones los aliados autorizaron reiniciar la producción.
En 1959, Hitachi inició la producción en Estados Unidos con la fundación de Hitachi America, Ltd. En 1982, se inicia la producción en Europa por parte de la compañía «Hitachi Europe, Ltd».

## Productos y servicios
Hitachi divide sus operaciones en siete segmentos industriales. Estos segmentos están listados abajo, junto con sus productos y servicios ofrecidos por cada uno.
Sistemas de Información y Telecomunicaciones
- Sistemas de Integración
- Servicios de Outsourcing
- Software
- Discos Duros - HGST (Pertenece a Western Digital desde 2011).
- Subsistemas Disk Array
- Servidores
- Mainframes
- Equipos PC
- Equipo de Telecomunicaciones
- Cajeros automáticos

Electrónicos
- Pantallas LCD
- Semiconductores
- Equipos de Prueba y Medición
- Equipo Médico

Energía y Sistemas Industriales
- Material ferroviario
- Plantas Nucleares, Térmicas e Hidroeléctricas
- Maquinaria Industrial y Plantas
- Productos para Automóviles

- Maquinaria de Construcción
- Elevadores
- Escaladores

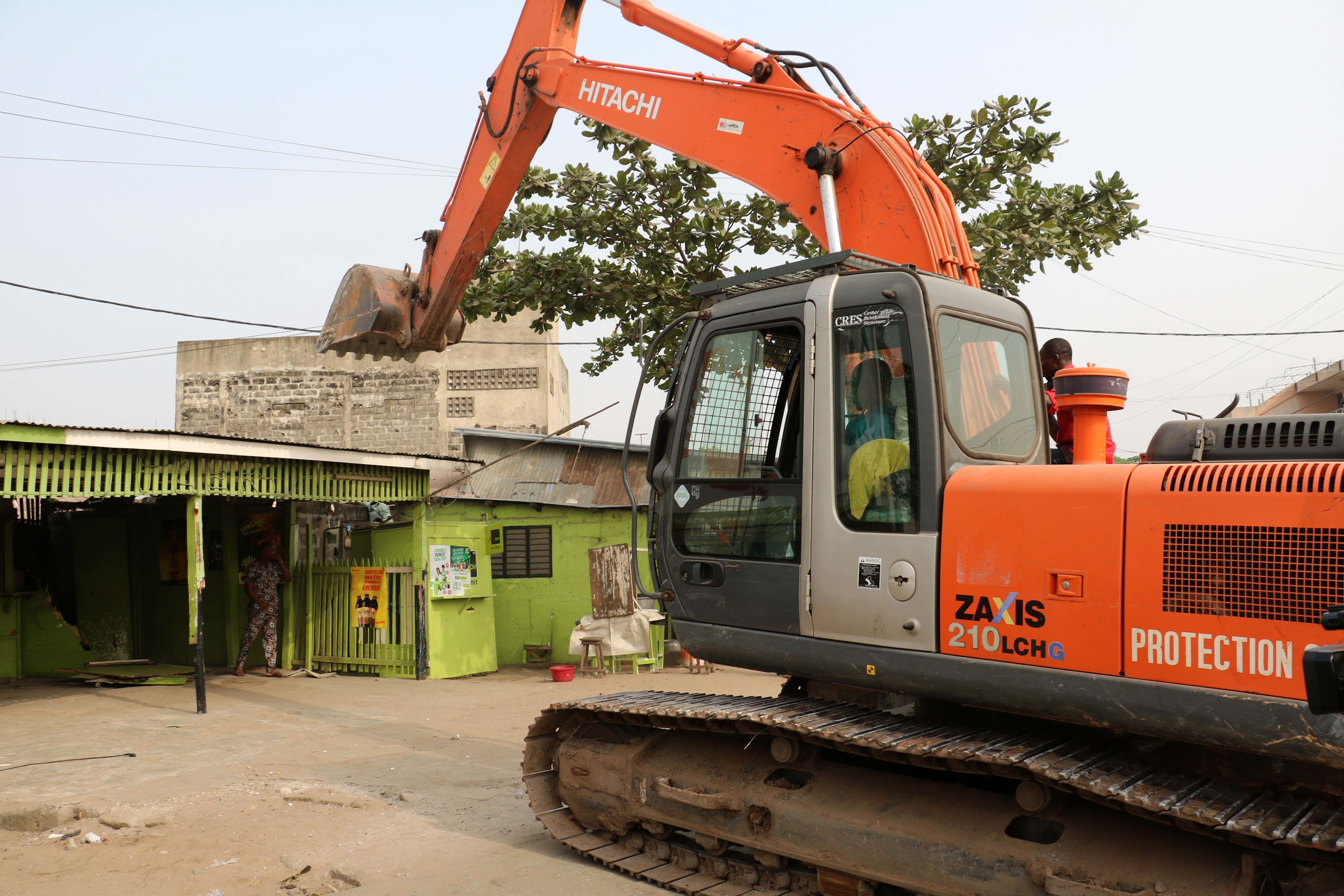
Pala excavadora Hitachi Zaxis 210 en Benín

Medios Digitales y Productos de Consumo
- Dispositivos de Discos Ópticos
- Televisores de Plasma, LCD y LED
- Broadcasting Television Profesional (Hitachi Kokusai)
- Proyectores LCD
- Teléfonos Móviles
- Aire Acondicionado (VRF y CHILLERS) - Hitachi Air Conditioning Europe SAS
- Refrigeradores
- Lavadoras
- Medios de Almacenamiento (Hitachi Data Systems)
- Baterías
- Equipo de Aire Acondicionado (VRF y CHILLERS)
- Sistemas inteligentes de Aire Acondicionado
- Cámaras de video o fotos